# Hydrelia brunneifasciata
Hydrelia brunneifasciata là một loài bướm đêm trong họ Geometridae.